# Wout van Heusden
Wouter Bernard (Wout) van Heusden (Rotterdam, 25 september 1896 – aldaar, 9 juli 1982) was een Nederlands beeldend kunstenaar.

## Levensloop

### Jeugd, opleiding en eerste jaren als schilder
Van Heusden was geboren en getogen in de Rotterdamse wijk Hillesluis. Na de avondtekenschool op Katendrecht, volgde hij lessen bij de Rotterdamse Academie voor Beeldende Kunsten bij Antoon Derkzen van Angeren.
Van Heusden vestigde zich als beeldend kunstenaar in Tuindorp Vreewijk, Rotterdam-Zuid. Afgezien van een paar korte reizen naar Parijs en München verliet hij dit deel van de stad nauwelijks. Aanvankelijk maakte hij plaatselijk naam als schilder van portretten en stillevens. De laatste hadden vaak een surrealistisch karakter en sloten aan bij het magisch realisme en surrealisme.
Hoewel hij oorspronkelijk vooral schilder was, toonde hij tussen 1940 en 1962 geen schilderijen. Ondertussen ontwikkelde hij een zeer persoonlijke schildertechniek, waarbij hij de sfeer van de etsen nastreefde. Deze schilderijen contrasteerden sterk met de heersende trends en werden wisselend ontvangen.
Wout van Heusden was lid van kunstenaarsgroep R 33.

### Verdere werk als graficus
Later kreeg de grafiek de overhand, aanvankelijk litho's, later alleen nog etsen. Hierbij ontwikkelde hij een unieke techniek met aquatint die contrasteerde met lijnen, waarbij een magische, droomachtige sfeer werd opgeroepen.
In 1959 ontving hij de penning van de Leuve. In 1962 volgde landelijke bekendheid door een grote retrospectieve tentoonstelling in Museum Boijmans Van Beuningen. Andere museale tentoonstellingen volgden, alsook onderscheidingen, o.a. in 1966 de Rembrandtprijs van de gemeente Leiden. De stad Rotterdam heeft hem in 1975 de Wolfert van Borselenpenning toegekend.
Intussen bleef Van Heusden angstvallig buiten de schijnwerpers ("De kluizenaar van Tuindorp") en meed hij contacten met collega's en galerieën. Aan het eind van zijn leven werd hij wat toegankelijker. Van Heusden wilde zelden verkopen, werk van zijn hand is dan ook moeilijk te vinden en hij raakte na zijn dood buiten beeld. 
Het Rijksprentenkabinet, het Dordrechts Museum en het Frans Hals Museum in Haarlem beschikken over representatieve overzichten van het grafische oeuvre van Van Heusden, een aantal schilderijen is in de rijkscollectie, beheerd door de Rijksdienst voor het Cultureel Erfgoed.